# Montblainville
Montblainville é uma comuna francesa na região administrativa de Grande Leste, no departamento de Meuse. Estende-se por uma área de 12,06 km². Em 2010 a comuna tinha 63 habitantes (densidade: 5,2 hab./km²).